# اندیس آنومالی چالو
آنومالی چالو یک اندیس چندفلزی است که در حوالی شهر معلمان استان سمنان قرار دارد و مادهٔ معدنی موجود در آن، طلا است.سنگ میزبان این اندیس گدازه‌های آندزیتی و رگه سیلیسی است  در این اندیس، پاراژنز‌های مس و طلا یافت می‌شوند.